# Саратовка (Бурятия)
Сара́товка — село в Тарбагатайском районе Бурятии. Входит в сельское поселение «Шалутское».

## География
Расположено на правом берегу Селенги в 5 км к северо-востоку от центра сельского поселения, села Солонцы, на федеральной автомагистрали «Байкал». Вдоль восточного края села проходит южная линия Восточно-Сибирской железной дороги Улан-Удэ — Наушки. Ближайшая ж/д станция — Шалуты. 

## История
В конце XIX века первым здесь построил заимку крестьянин-семейский из села Куйтун Леон Емельянов. Позже появились заимки других куйтунцев, занимавшиеся здесь выпасом скота на летних пастбищах. 

## Население
| 2002 | 2010 |
| ---- | ---- |
| 248  | ↘210 |

## Люди, связанные с селом
- Казазаев Михаил Семёнович — заслуженный строитель России.
- Медведев Назар Ермилович — министр лесного хозяйства Бурятии.